# Musk Alapítvány
A Musk Alapítvány egy amerikai székhelyű jótékonysági alapítvány, amelyet elsősorban Elon Musk finanszíroz és irányít. Az alapítvány elkötelezett a megújuló energia, az emberes űrkutatás, a gyermekgyógyászat, a tudományos és műszaki oktatás, valamint a „biztonságos mesterséges intelligencia fejlesztése az emberiség javára” előmozdítása iránt. 2022 végén az alapítvány vagyona 5 milliárd amerikai dollár volt, ebből 4,5 milliárd dollár a Tesla, Inc. autógyártó részvényeinek formájában volt.